# Li Qiao
Li Qiao (Chinees: 李嶠), omgangsnaam: Jushan (巨山), titel: Hertog van Zhao (趙公), was een hoogwaardigheidsbekleder van de Tang Dynastie en gedurende Wu Zetian’s Zhou Dynastie, dienende als kanselier en als minister van financiën gedurende de regeringen van Wu Zetian, haar zonen keizer Zhongzong, keizer Ruizong, en haar kleinzoon keizer Shang.
Het is niet exact bekend wanneer hij werd geboren. Hij was nog jong toen zijn vader stierf. Hij stond zijn moeder zo goed mogelijk bij. Hij was bekend om zijn literaire talent. Al omstreeks zijn 19e deed hij keizerlijk examen. Hij zou 69 zijn geweest toen hij stierf.
Bekend is dat hij aan het hoofd stond van een leger om een opstand te onderdrukken en dat hij de opstandelingen wist te overreden zich zonder vechten over te geven. Zo kon het leger zich, zonder te hoeven vechten terugtrekken.
Ook in latere fasen van zijn leven kwam hij op voor rechtvaardigere en niet-gewelddadige oplossing van conflicten. Zo probeerde hij een executie te voorkomen van twee, naar zijn weten, valselijk beschuldigde functionarissen. 
Ook stelde hij oplossingen voor bestuurlijke problemen voor.
Uit de Quan Tangshi (Complete Tang poëzie), opgesteld rond 1700 tijdens de Qing dynastie blijkt dat hij ook een verzameling gedichten heeft nagelaten.